# Wulan (socken i Kina, lat 39,58, long 106,70)
Wulan (kinesiska: 乌兰, 乌兰乡) är en socken i Kina. Den ligger i den autonoma regionen Inre Mongoliet, i den norra delen av landet, omkring 440 kilometer väster om regionhuvudstaden Hohhot.
Genomsnittlig årsnederbörd är 460 millimeter. Den regnigaste månaden är september, med i genomsnitt 82 mm nederbörd, och den torraste är januari, med 1 mm nederbörd.